# Richmond, Kalifornija
Richmond je grad u američkoj saveznoj državi Kaliforniji. Prema procjeni iz 2009. godine ima 104.513 stanovnika. Osnovan je 1905. i nazvan prema Richmondu u Virginiji. Najveći je grad u zemlji kojem je gradonačelnik iz stranke Zelenih (gradonačelnica Gayle McLaughlin).
Richmond se nalazi u zaljevskom području San Francisca. Stanovnici su većinom zaposleni u San Franciscu. U i oko grada je do kraja 1970-ih bila stacionirana teška industrija, nakon čega se gradsko gospodarstvo više okreće uslužnim djelatnostima. 

## Vanjske poveznice
- Službena stranica (engl.)

### Ostali projekti
|  | Zajednički poslužitelj ima još gradiva o temi Richmond, Kalifornija |